# NPO Start

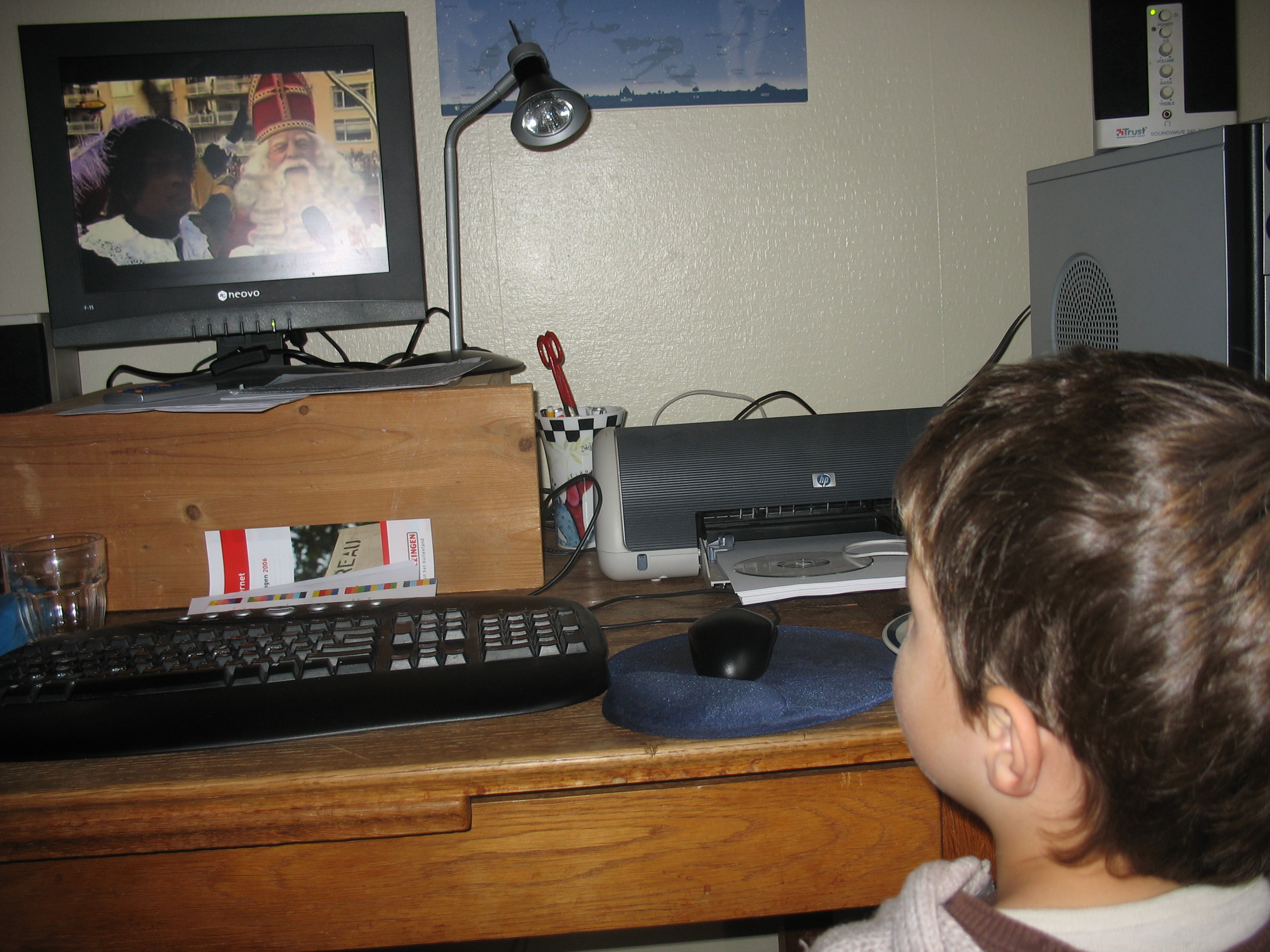
Jongetje kijkt naar de intocht van Sinterklaas in Nederland op Uitzending Gemist op een computerscherm in Noord-Ierland

NPO Start (voorheen Uitzending Gemist en NPO Gemist) is de gratis video-on-demanddienst van de Nederlandse Publieke Omroep. Het biedt de mogelijkheid eerder uitgezonden televisieprogramma's alsnog of opnieuw te kijken. Op de website worden bijna 20.000 uitzendingen aangeboden.
Voor zowel Android- als iOS-tablets en smartphones is een app beschikbaar, net als voor veel smart-tv-platforms zoals die van Samsung. Daarnaast is NPO Start beschikbaar als app voor Apple TV en Android TV.
De online dienst werd in 2003 opgestart onder de naam Uitzending Gemist, later werd dit NPO Gemist. In 2014 werd de betaalde video-on-demanddienst NPO Plus opgericht. In 2017 werd NPO Gemist omgedoopt tot NPO Start, waarbij het platform zich meer ging richten op on-demand-video; een soort Netflix voor programma's van de publieke omroep waarbij de gebruiker op basis van zijn voorkeuren nieuwe programma's krijgt aangeraden.

## Inhoud
De site van NPO Start bevat de tv-programma's die uitgezonden zijn op de publieke omroep. Ook kan er live gekeken worden naar NPO 1, 2 en 3 en de themakanalen NPO 1 Extra, NPO 2 Extra en NPO Politiek en Nieuws. De website bevat in principe alleen de eigen producties die permanent beschikbaar blijven. Daarnaast worden soms gekochte programma's tijdelijk beschikbaar gesteld via de portal. 

### Sterreclame
Afhankelijk van het programma dat de bezoeker wil bekijken, kan er voorafgaand aan het programma een reclamespotje van de Ster worden afgespeeld. Dit is een aparte stream: het is niet een onderdeel van het Sterblokje dat op tv werd uitgezonden. Bij het bekijken van een stream op de site kan men 'doorspoelen' naar elk willekeurig moment in de uitzending, maar dat geldt niet voor een Sterblokje: men moet de hele stream bekijken - een Sterblokje duurt echter slechts enkele tientallen seconden. Op een aftelklokje rechtsonder in beeld kan gezien worden hoelang de reclame duurt.

### Mediaformaat
De gratis streams werden tot 29 januari 2025 aangeboden in maximaal 576p25-kwaliteit. Volgens de NPO was het aanbieden in lage kwaliteit nodig om de kosten voor NPO Start laag te houden, maar ook om cordcutting tegen te gaan. De NPO richt zich meer naar online en biedt sinds 2025 al haar aanbod in maximaal 1080p25-kwaliteit, mits dat beschikbaar is in HD. Voor NPO Plus-abonnees wordt deze optie al langer aangeboden. Er is ook de optie om ondertiteling te tonen.

### Rechten
In principe bevat de portal alleen de eigen producties van de publieke omroep en Nederlandse bewerkingen van internationale documentaires. Als een programma geen (geheel) eigen productie is, kan het voorkomen dat de stream alleen vanuit Nederland bekeken kan worden. Deze beperking is vaak van toepassing als het programma sportfragmenten bevat of bij bewerkingen van internationale documentaires.
De website checkt hiertoe het IP-adres van de bezoeker. Via een VPN-tunnel of een webproxy in Nederland kan een bezoeker de blokkade eventueel omzeilen.

### Navigatie
Er zijn diverse mogelijkheden om de site te doorzoeken. Op de homepage krijgt de bezoeker een overzicht van de op dat moment meest bekeken programma's en een overzicht van de meest recent toegevoegde programma's. Op de homepage zijn links te vinden naar toegevoegde inhoud van die dag en de voorgaande week (opgedeeld per dag) in chronologische volgorde. Als er een bepaald programma bekeken wordt, geeft de site links naar andere afleveringen van dat programma, programma's in dezelfde categorie en programma's van dezelfde omroep.
De site biedt daarnaast een scala aan zoekopties: per categorie, per omroep, op naam enzovoort.

### DRM
Sinds 28 februari 2019 zijn alle NPO streams voorzien van Digital rights management (DRM).
Een neveneffect daarvan is dat hierdoor downloadtools als YouTube-dl, BatchGemist, GemistDownloader en DownloadGemist niet meer werken voor de video's van NPO Start.

## NPO Gemist Awards
In 2016 werden de zogeheten NPO Gemist Awards uitgereikt voor de meest bijzondere en spraakmakende televisieprogramma’s en audiofragmenten van het afgelopen jaar.
- Nieuws & Sport: wereldtitel Dafne Schippers;
- Evenementen: Finale Serious Request 2015, 24 december 2015;
- Documentaires: Liefde in de islamitische republiek, aflevering van Onze man in Teheran, 18 januari 2015;
- Cultuur & Amusement: Streetlab, 2 maart 2015;
- Muziek: Ali B. zingt met Ruben Annink, 22 mei 2015.

## Publicatie
De uitzendingen worden over het algemeen vlak nadat een programma op de betreffende zender is uitgezonden op de site beschikbaar gesteld. Er zijn ook uitzonderingen hierop zoals bijvoorbeeld De Wereld Draait Door; dit programma werd pas na de (vaste) herhaling laat op de avond op de site gepubliceerd. Uitzendingen kunnen ook meteen op de betaalde dienst NPO Plus beschikbaar worden gesteld.

## YouTube
Op YouTube heeft NPO Start een eigen kanaal (partner channel), waarop fragmenten van de uitzendingen zijn te zien. Volledige uitzendingen zijn te zien via de website en app van NPO Start.
Partner channels worden normaal gesproken in gezamenlijkheid geëxploiteerd door Google en de media-eigenaar (revenue sharing). Omdat de publieke omroep vanuit de mediawet niet dienstbaar mag zijn aan winsten door derden, worden rondom video's van NPO Start geen advertenties van derden getoond (wel advertenties voor de omroepen zelf).

## Mobiel
Uitzendingen kunnen tevens via mobiel internet worden bekeken, via de mobiele applicaties en mobiele website. Er is tevens een applicatie voor iOS ontwikkeld, welke op 17 september 2009 in de App Store verscheen. Ook is er een voor Android beschikbaar.